# Hutton Conyers
Hutton Conyers est un village et une paroisse civile du Yorkshire du Nord, en Angleterre.